# Björsjötjärnen, Medelpad
Björsjötjärnen är en sjö i Ånge kommun i Medelpad som ingår i Ljungans huvudavrinningsområde. Sjön har en area på 0,091 kvadratkilometer och ligger 330 meter över havet.

## Delavrinningsområde
Björsjötjärnen ingår i det delavrinningsområde (692733-146790) som SMHI kallar för Utloppet av Björsjön. Medelhöjden är 347 meter över havet och ytan är 5,82 kvadratkilometer. Det finns ett avrinningsområde uppströms, och räknas det in blir den ackumulerade arean 16,29 kvadratkilometer. Björsjöån som avvattnar avrinningsområdet har biflödesordning 2, vilket innebär att vattnet flödar genom totalt 2 vattendrag innan det når havet efter 154 kilometer. Avrinningsområdet består mestadels av skog (81 procent). Avrinningsområdet har 0,52 kvadratkilometer vattenytor vilket ger det en sjöprocent på 8,9 procent.